# 1984 új világörökségi helyszínei
Az UNESCO Világörökség Bizottsága az 1984. október 19. és november 04. között Buenos Airesben megtartott 8. ülésszakán az alábbi helyszíneket nyilvánította a világörökség részévé:
| | Szabadság-szobor |
| Amerikai Egyesült Államok |                  |
| Kulturális (I)(VI) |                  |
| Védett terület: 5,95 ha, hivatkozás: 307 |                  |
| A rézből készült szobrot Franciaország adta az Amerikai Egyesült Államok függetlenségének százéves évfordulója alkalmából. A szobrász Frédéric Auguste Bartholdi volt, a belső szerkezet mérnöki munkáit Gustave Eiffel végezte. Bartholdi párizsi műhelyében készítették, ez volt a 19. század egyik legnagyobb technikai eseménye. A Rodoszi kolosszus alapján mintázták, utána szétszedték és hajón Amerikába szállították, ahol 1886-ban leplezték le. A szobor szimbolikus jelentőségét növelte, hogy nemzetközi adakozásból készült és egy francia szobrász alkotása. Az egyik kezében táblát (rajta a Függetlenségi nyilatkozat dátumával), a másikban fáklyát tartó nőalak 46 méter magas, a betonalap amin áll 27 000 tonna súlyú. A szobor New York kikötőjének bejáratánál áll, több mint 120 éve fogadja azokat akik hajóval érkeznek a városba. A bevándorlók számára egy új élet reményének szimbóluma volt. Ellis Island, a bevándorlók egykori partraszállási helye 1965-ben lett a Szabadság-szobor Nemzeti Emlékmű része. |                  |

| | Yosemite Nemzeti Park |
| Amerikai Egyesült Államok |                       |
| Természeti (VII)(VIII) |                       |
| Védett terület: 307 934 ha, hivatkozás: 308 |                       |
| A kaliforniai Yosemite Nemzeti Park az Egyesült Államok második nemzeti parkja, 1890. október 1-jén alapították. A 3080 km² területű park a Sierra Nevada hegyvonulatának nyugati lejtőin fekszik. Az U alakú völgyekből, vízesésekből, hegyi tavakból, erózió csiszolta hegyekből, morénákból álló tájat jégkorszaki gleccserek alakították ki. A területen hegységláncok kialakulását illusztráló geológiai folyamatok is tanulmányozhatók. A park jelképe a 2 700 méter magas Half Dome hegycsúcs. A park 600 és 4 000 méteres tengerszint feletti magasság között terül el, amely hat vegetációs övezetre oszlik és változatos élővilágnak ad otthont. Jellegzetes állatai a fekete medvék, a pumák, a mókusok, a nyestek, a feketefarkú szarvasok, a pocoknyúlfélék és a rozsomákok. A fafajták közül 37-et jegyeztek fel, megtalálhatók itt óriásfenyő-ligetek is 3 000 éves példányokkal. A páfrányok, mohák és zuzmók mellett 1 200 virágos növényfaj is él a területen. A régészeti feltárások során indián törzsek lakóhelyére utaló bizonyítékokat is találtak. |                       |

| | Iguazú Nemzeti Park |
| Argentína |                     |
| Természeti (VII)(X) |                     |
| Védett terület: 55 000 ha, hivatkozás: 303 |                     |
| Az Iguazú-vízesés Argentína és Brazília határán található és a világ legnagyobb vízesései közé tartozik. A folyó itt egy bazaltperemhez ér és több mint 270 kisebb zúgóra és vízesésre bomlik, majd körülbelül 80 métert zuhan. A határ mindkét oldalán nemzeti parkot hoztak létre, a világörökségi helyszínhez a folyó mellett Argentína északkeleti, Misiones tartományában fekvő természetvédelmi terület tartozik. Északi határa a folyó, amely egyben a brazíliai védett terület déli határa is. Az 550 négyzetkilométeres nemzeti parkot 1934-ben alapították. A park szubtrópusi esőerdeje gazdag liánokban és kúszónövényekben. Bár fajgazdagsága kisebb mint Brazília és Paraguay erdeinek, így is változatos állat- és növényvilága van. A területen eddig több mint 2000 edényes növényfajt és körülbelül mint 400 madárfajt írtak le. Ez az ország madárfajainak több mint a fele. Nagy számban fordulnak elő hüllők és kétéltűek, valamint olyan ritka állatok is mint a tapír, a hangyász, az ormányos medve, a jaguár, az ocelot és a bőgőmajom. |                     |

| | Konáraki naptemplom |
| India |                     |
| Kulturális (I)(III)(VI) |                     |
| Védett terület: 10,62 ha, hivatkozás: 246 |                     |
| A Konáraki naptemplomot, vagy más néven Szúrja-templomot a Ganga-dinasztiából származó I. Naraszimha Déva király építtette 1238 és 1264 között Indiában, az Orisza állambeli Bhuvanesvartól 60 kilométerre, a tengerparton. A hetvenöt méter magas templom az egyik legkorábbi és legfontosabb brahma szentély egész Ázsiában. Az épületet nem sokkal elkészülte után ismeretlen ok miatt elhagyták. A király Szúrja hindu napistennek szentelte a Fekete pagodaként is ismertté vált templomkomplexumot. A főtemplom tizenkét pár keréken gördülő, hét ló vontatta szimbolikus szekeret formáz, melyet Szúrja hajt, falait a templom alapját és a kerekeket aprólékos kőfaragványok borítják. A huszonnégy keréken a naphoz és a hónapokhoz köthető szimbólumok ismerhetők fel. A gondosan tájolt templomot úgy alakították ki, hogy a Nap első sugarai a főbejáratot érik. Az épületegyüttes állapota romos, a 17. század óta már nem tölt be szakrális funkciót sem. |                     |

| | Mahábalipuram templomegyüttese |
| India |                                |
| Kulturális (I)(II)(III)(VI) |                                |
| Hivatkozás: 249 |                                |
| Mahábalipuram templomegyüttese Dél-India egyik legjelentősebb régészeti lelőhelye, különleges dravida építészeti emlékekkel. A Pállava-dinasztia idejéből származó 7-8. századi nem épített, hanem kőből kifaragott templomok és szobrok változatos formájúak. Vannak köztük harci szekér formájú templomok, sziklaszentélyek, domborművek, lépcsős-tornyos templomok és esetenként több emelet magas rathák. A rathák gyakorlatilag kőből kivájt monumentális szobroknak tekinthetők, egyikük a későbbi dravida templomépítészet előképe lett, míg a Shore-templom a dravida építészet csúcspontjának tekinthető. A templomegyüttest gazdag szobordíszítéssel egészítették ki, alkotói esetenként a sziklák természetes hasadékait is felhasználták kompozícióikhoz. Legismertebb díszítőeleme „A Gangesz leszállása” néven ismert nagyméretű féldombormű. A Csennaitól (korábban Madrasz) délre, közvetlenül az óceánparton álló templomokra állandó veszélyt jelent a tengervíz és a szél erodáló hatása, így egyes domborművek állapota az évszázadok alatt annyira leromlott, hogy alig kivehetővé vált. |                                |

| | A kanadai Sziklás-hegység nemzeti és tartományi parkjai |
| Kanada |                                                         |
| Természeti (VII)(VIII) |                                                         |
| Védett terület: 2 299 104 ha, hivatkozás: 304 |                                                         |
| A világörökségi helyszínhez 7 védett terület tartozik, ezek a Banff, a Jasper, a Yoho a Kootenay nemzeti, valamint a Mount Robson, a Mount Assiniboine és a Hamber tartományi park. A nemzeti parkok közül legnagyobb kiterjedésű a Jasper Nemzeti Park. A Banff Nemzeti Park a Mount Victoria gleccserről híres. A nyugat felé húzódó Kootenay és Yoho parkok jellegzetességei a Yoho folyó látványos vízesései. A Mount Robson és a Mount Assiniboine tartományi parkok két majdnem 4000 méteres hegycsúcsról kapták a nevüket. A Sziklás-hegységben három ökozónát különítenek el, a montánt a szubalpesit és az alpesit. A montán alacsonyabb, napsütötte területen jelenik meg, egyes részei lápos és vizenyős területek. A szubalpesi zónához (a legnagyobb kiterjedésű övezethez) tartozik az 1800 és a 2100 méter közötti hegyoldal és a magasan elterülő völgyek alja. Az alpesi ökozóna a hóhatár fölötti terület. A gazdag növényzet mellett a térség állatvilága is változatos. Eddig 280 madárfajt és számos hüllőt azonosítottak a térségben. Az 56 itt élő emlősfaj között megtalálható a grizzly, a jávorszarvas, a hegyi kecske, a hiúz, a farkas, a kanadai vadjuh, a karibu és a fehérfarkú szarvas. |                                                         |

| | Cartagena kikötője, erődítményei és műemlékegyüttese |
| Kolumbia |                                                      |
| Kulturális (IV)(VI) |                                                      |
| Hivatkozás: 285 |                                                      |
| Cartagena Havannával és a Puerto Ricó-i San Juan városával együtt a Karib-tenger térségének egyik legfontosabb települése volt. Az 1533-ban alapított város gyorsan az ezüst- az arany- és a rabszolga kereskedelem egyik központjává vált. A 16. század közepétől az egyre gyakoribbá váló kalóztámadások ellen elkezdték megerősíteni, az erődítményeket a 17. században fejezték be. A falak magassága eléri a 12, vastagsága a 18 métert, ezzel az Újvilág legnagyobb fal műemléke. Az áthatolhatatlan erőd egészen a 18. századig védte a város. A település szerkezete 16. századi, az óváros a fő társadalmi osztályoknak megfelelően három részből áll. Cartagena városképét a templomok uralják, köztük legszebb a San Pedro-katedrális, ami andalúziai stílusú palotákkal, a Santo Domingo-templommal és az egykori San Diego-kolostorral a felső réteg számára kialakított San Pedro-negyedben áll. A kereskedőknek és a középosztálynak a San Diego-negyed adott otthont, míg az elsősorban afrikai származású szegényebb réteg tagjai a Getsemani-negyedben laktak. |                                                      |

| | Salonga Nemzeti Park |
| Kongói Demokratikus Köztársaság |                      |
| Veszélyeztetett világörökségi helyszínek listájára került: 1999 |                      |
| Természeti (VII)(IX) |                      |
| Védett terület: 3 600 000 ha, hivatkozás: 280 |                      |
| Az ország középső részén, a Kongó folyó mellékága, a Salonga folyó mentén elterülő nemzeti park Közép-Afrika egyik legnagyobb egybefüggő esőerdővel borított része. Az 1970-ben védelem alá helyezett 36 000 négyzetkilométer kiterjedésű terület a világ második legnagyobb esőerdei nemzeti parkja. A parkot azért hozták létre, hogy megőrizzék az esőerdő ökológiai szempontból létfontosságú részeit, amelyek védelem nélkül áldozatul estek volna a folyamatosan egyre nagyobb területeket igénylő mezőgazdaságnak. A parkon belül az esőerdő összetétele a domborzattól függően változik, háromféle típusa különböztethető meg, a mély-mocsaras-erdős síkság, a folyami terasz, valamint a magasabban fekvő száraz fennsík. A nemzeti park teljesen elszigetelt, csak vízi úton közelíthető meg. Ennek következtében számos faj menedéke, a legismertebb közülük a törpecsimpánz, más néven bonobó, amelynek minden természetes környezetben megtalálható populációja védett parkokban él. Az esőerdő menedéket nyújt más fajoknak is, az okapinak, a bongó antilopnak, a vízi cibetmacskának, a kongói pávának és az afrikai keskenyorrú krokodilnak. |                      |

| | Andzsar |
| Libanon |         |
| Kulturális (III)(IV) |         |
| Hivatkozás: 293 |         |
| Andzsar ma is látható romjai a 8. század elejéről származnak, amikor I. al-Valíd omajjád kalifa egy palotavárost építtetett a területen. A települést a római városeszmény alapján tervezték meg és az Omajjádok alatti várostervezés egyik legkiemelkedőbb példája. A palotaváros virágzása mindössze 20 – 30 évig tartott utána az Abbászidák támadása miatt elnéptelenedett. Az épületegyüttes alaprajza egy kétszáz méter hosszú négyzet, amelyet római minta alapján az észak-déli főút a cardo és a kelet-nyugati decumanus osztott több részre. A falakkal teljesen körülzárt palota négy kapuját tornyokkal erősítették meg, fénykorában hatszáznál is több bolt, valamint fürdők két palota és egy mecset állt a területén. A két főút metszéspontjánál állt a tetrapülon, a város középpontját jelző építmény. Az uralkodói palota a terület délkeleti részén állt, tőle északra emelték a mecsetet és még északabbra kapott helyet a nők lakrésze. A romvárosban 1949-ben kezdődtek meg a tervszerű feltárások. |         |

| | Baalbek |
| Libanon |         |
| Kulturális (I)(IV) |         |
| Hivatkozás: 294 |         |
| Hatalmas, jó állapotban megmaradt építményeivel Baalbek a közel-keleti római szakrális építészet egyik legfontosabb alkotása. A föníciai várost az i. e. 3 és az I. e. 2. században, a Szeleukida-dinasztia uralkodása alatt Heliopolisznak, a „Nap Városának” nevezték. Ennek a korszaknak a legfontosabb emlékei sziklába vájt sírok. A terület i. e. 64-ben került római fennhatóság alá, ezután vette kezdetét az a nagyszabású építkezési program, amelynek során Jupiter, Vénusz, Mars és más istenek templomai felváltották a föníciai isteneknek szentelt épületegyüttest. A legkorábbi, a Jupiter-templom építése Augustus császár korában kezdődött és körülbelül fél évszázadig tartott. Húsz méter magas oszlopaiból napjainkra hat maradt meg, a többit földrengések pusztították el, vagy elszállították. Az épületegyüttes nagy udvarát Traianus császár idejében kezdték el kialakítani, ahol különböző vallási épületeket és oltárokat emeltek. Baalbek legjobb állapotban megmaradt épülete a Bacchus-templom, ahol a korábbi Baál isten alakja Dionüszoszéval olvadt össze. A szinte sértetlen épület az i. sz. 2. század első feléből származik. A templomokon kívül figyelemre méltóak még az óriási kőtömbök is, amelyeket a templomegyüttes alapozásához használtak |         |

| | Büblosz |
| Libanon |         |
| Kulturális (III)(IV)(VI) |         |
| Hivatkozás: 295 |         |
| A Bejrúttól északra fekvő kikötőváros Büblosz területe már a neolitikumban lakott volt. A fallal körülvett település később strukturált várossá fejlődött és az i. e. 3. évezred végére Mezopotámia és a Földközi-tenger közötti kereskedelem egyik központjává vált. I. e. 2150 körül az amoriták elpusztították majd kétszáz évvel később újjáépítették. Az i. e. 2. évezred végétől a föníciaiak egyik legfontosabb települése lett, ahonnan cédrusfát szállítottak Egyiptomba és ahova értékes importcikkek például alabástrom papirusz és arany érkezett. A középső bronzkorra datálható kilenc bübloszi királysír sírmellékletei jelzik a föníciai művészet kifinomultságát és a település gazdagságát is. A város később asszír, babilóniai, perzsa és görög uralom alá került, majd i. e. 332-ben Nagy Sándor csapatai foglalták el és hellenizálták. A római korban kereskedelme hanyatlani kezdett de jelentős vallási befolyása megmaradt. A bizánci időkben folyamatosan elvesztette jelentőségét, majd 636-ban arabok szállták meg. A keresztes hadjáratok alatt a lovagok egyik bázisa lett. Legfontosabb épületei az i. e. 1600 körülre datálható Obeliszk-templom, a város istennőjének szentelt Baalat Gebal-templom és a keresztes lovagok erődje. |         |

| | Türosz |
| Libanon |        |
| Kulturális (III)(VI) |        |
| Hivatkozás: 299 |        |
| A Libanon déli részén fekvő Türosz a föníciaiak idejében a Földközi-tenger egyik legfontosabb kikötővárosa volt. Gazdaságának alapja a bíborkereskedelem volt és jelentős bevételei miatt gyakran vált hódítók célpontjává. Az i. e. 6. században a babilóniaiak sikertelenül ostromolták meg, de a bevehetetlennek hitt várost i. e. 332-ben Nagy Sándor seregei mégis el tudták foglalni. Az i. e. 1. században rómaiak ostromolták meg és i. e. 64-ben a Római Birodalomhoz csatolták. A középkorban folyamatosan elvesztette jelentőségét majd a 13. században a mamelukok csaknem teljesen elpusztították. A 18. században egy részét újjáépítették, de korábbi befolyását nem nyerte vissza. A város legfontosabb műemlékei a római korból és a keresztes hadjáratok idejéből származnak. A császári városból az oszlopsorokkal szegélyezett római utak, egy diadalív, a tornacsarnok, a fürdő és az aréna romjai láthatók. A városfal egy része föníciai eredetű. A falmaradványok egy másik része a keresztesek korára datálható, ezen kívül figyelemre méltóak a katedrális maradványai. |        |

| | Malawi-tó Nemzeti Park |
| Malawi |                        |
| Természeti (VII)(IX)(X) |                        |
| Védett terület: 9 400 ha, hivatkozás: 289 |                        |
| Az 500 kilométer hosszú és 50 kilométer széles Malawi-tó déli csücskénél elhelyezkedő védett terület az első olyan nemzeti park, amelyet a halak megóvásának érdekében hoztak létre. 1980-ban létesítették, területe 100 négyzetkilométer, részei a Maclear-fok, a partvonal három szakasza, tizenkét sziget és a tónak a part felőli oldala. A tó a Föld harmadik legmélyebb tava, mélysége egyes helyeken eléri a 700 métert. Tizennégy folyó táplálja, és három országgal (Tanzánia, Malawi és Mozambik) határos. A nemzeti park több száz, nagyrészt endemikus halfaj otthona, ezért a térség rendkívül fontos az evolúció tanulmányozásának szempontjából is. A park madárvilága is jelentős (kormoránok, rétisasok), az emlősök között pedig vízilovak, varacskos disznók esetenként elefántok fordulnak elő. A hüllők közül leggyakoribbak a krokodilok és a varánuszfajok. A terület régóta lakott, a feltárt régészeti leletek egy része a 4. századra datálható. Később a Maclear-fok környéke az elefántcsont- és a rabszolga kereskedelem egyik központjává vált. A tó közelében élő emberek fő bevételi forrása mindig is a halászat volt, amihez hosszú, kivájt csónakokat használtak. |                        |

| | Csitván Nemzeti Park |
| Nepál |                      |
| Természeti (VII)(IX)(X) |                      |
| Védett terület: 93 200 ha, hivatkozás: 284 |                      |
| A Nepál és India közti határvidéken elterülő nemzeti parkot, Nepál legrégebbi nemzeti parkját 1962-ben alapították, hogy életteret biztosítsanak az egyszarvú ázsiai orrszarvú egyik utolsó, néhány száz egyedből álló populációjának. A Rapti, a Reu és a Narayani folyók mentén, a Himalája lábánál fekvő védett terület egy 932 négyzetkilométeres szubtrópusi alföld, egyike az indiai-nepáli területeken átívelő Terai-vidék utolsó érintetlen részeinek. Állat- és növényvilága különösen gazdag, szigorúan védett és kihalás szélén álló fajoknak is otthont ad. A nemzeti parkban található a bengáli tigrisek egyik utolsó menedéke is. Más veszélyeztetett emlősök is élnek itt, ilyen például a leopárd, a vadkutya, az ajakos medve, a számbárszarvas, a pettyes szarvas, a négyszarvú antilop, a vaddisznó, és a hópárduc. A kisebb termetű emlősök között megtalálható a rhesusmajom, a langurmajom, a mongúz, a méhészborz és az aranysakál. A park folyóinak jellegzetes állatai az indiai krokodilok és a hosszú orrú gangeszi gaviálok. A területen őshonos a nyitottabb élőhelyet kedvelő bengáli varánusz, és előfordul a kihalás szélén álló tigrispiton is.. A parkban emlősökön és hüllőkön kívül eddig több mint 350 madárfajt, 99 halfélét figyeltek meg. |                      |

| | Augustusburg és Falkenlust kastélyok |
| Németország |                                      |
| Kulturális (II)(IV |                                      |
| Védett terület: 89 ha, hivatkozás: 288 |                                      |
| Az Augustusburg és Falkenlust kastélyok a Rajna-vidéki Brühl város keleti felén találhatóak, és a régió legjelentősebb barokk és rokokó műemlékei közé tartoznak. A két kastélyt a kastélyparkon áthaladó sétány köti össze. Az Augustusburg kastély a kölni hercegérsek, I. Kelemen Ágost rezidenciája volt, amelyet egy korábbi, kevésbé jelentős épület átalakításával hoztak létre. Az építkezés 1725-ben kezdődött. A dísztermek a kertre néznek, belsejüket gazdag dekorációval és berendezéssel látták el. Legszebb része a nyári lakosztály, amit mázas cserepekkel díszítettek. Jelentős alkotás a kastély freskókkal, stukkókkal, szobrokkal díszített lépcsőháza is. A Falkenlust kastélyt, a hercegérsek solymászlakát 1729-ben kezdték építeni szép természeti környezetben. Berendezése éppen olyan gazdag mint az Augustusburg kastélyé viszont kisebb mérete miatt intimebb hatást kelt. Az épületeken ausztriai, bajorországi, itáliai és francia művészek és építészek dolgoztak. |                                      |

| | Córdoba történelmi központja |
| Spanyolország |                              |
| Kulturális (I)(II)(III)(IV) |                              |
| Hivatkozás: 313 |                              |
| Córdoba már az i. e. 3. században virágzó, akkor karthágói település volt. I. e. 206-ban került római uralom alá, ebből a korból való a Puente Romano, a római híd, ami egykor a Via Augusta része volt. Később vizigótok, majd a 8. században arabok foglalták el, akik mecsetet építettek egy korábbi keresztény templom fölé. Az Omajjádok idején Córdoba lett a kalifátus központja és a világ egyik legjelentősebb településévé vált. Ekkor épült a Mezquita (Nagymecset) az iszlám világ egyik legnagyobb és legszebb építménye. A város 1236-ban keresztény kézre került, ekkor a mecsetet keresztény templommá alakították át. Córdoba határváros lett, ezért megerősítették. Jelentős épületei a 14. századi királyi rezidencia az Alcazár de los Reyes Cristianos, a középkori erőd, a San Jacinto-templom ami jelenleg kongresszusi palota és kiállítóközpont, a zsidónegyed Córdoba utolsó zsinagógájával, valamint kápolnák, a papnevelde és a 18. századból származó polgári épületek. |                              |

| | Az Alhambra, az El Generalife és az Albaicín |
| Spanyolország |                                              |
| Kulturális (I)(III)(IV) |                                              |
| Hivatkozás: 314 |                                              |
| Az Alhambra palota, a Generalife rezidencia és az Albaicín lakónegyed Granada legfőbb műemlékei. A kezdeti mór időszakban a település a Córdobai Kalifátus része volt, majd 1031-től független Granadai Emírségként fejlődött tovább. Az Alhambrát 1238-ban kezdték építeni és a 14. században fejezték be. Az uralkodók székhelyéül szolgáló épületegyüttes Spanyolország legjelentősebb iszlám műemléke. Mozaikokkal és kerámiával díszített pavilonokból, termekből, udvarokból, mecsetből, műhelyekből, őrházakból áll, amelyeket a Mirtusz udvar és az Oroszlános udvar köré szerveztek. A mór uralomnak 1492-ben lett vége, a 16. századtól az épületegyüttes pusztulni kezdett majd a 19. században felújították. A Generalife palota teraszos kertjeit és medencéit 1319-től kezdték el kialakítani, a palota pavilonokból, nyári lakokból és egy lakónegyedből áll. A szomszédos helyen található óváros az Albaicín lakónegyed sikátoraival és tereivel. Kialakítására jellemző, hogy a mór nemzeti építészet stílusjegyei harmonikusan illeszkednek az andalúziai építészeti hagyományokhoz. |                                              |

| | Burgosi katedrális |
| Spanyolország |                    |
| Kulturális (II)(IV)(VI) |                    |
| Védett terület: 1,03 ha, puffer zóna: 78,107 ha, hivatkozás: 316 |                    |
| A Santiago de Compostelába vezető zarándokút mentén fekvő, a 13. században elkezdett és 1567-ben befejezett burgosi Szűz Mária-katedrális a spanyol gótikus építészet egyik legszebb alkotása. A 15. és a 16. Században az eredeti tervekhez képest átalakították és kibővítették, ennek ellenére megőrizte eredetei jellegzetességeit. Az építkezés első szakasza 1293-ban ért véget, majd közel két évszázados szünet után kezdték újra a 15. század közepén. Főhomlokzatát szobrokkal díszítették, ablakai a 15. században nyerték el végső formájukat. Az északi homlokzat és a kereszthajóba nyíló déli kapu a 13. században készült. A kereszthajó északi bejáratán, a Puerta de la Coroneirón francia szoboregyüttesek hatása figyelhető meg. Az épület belsejét festményekkel, kórusülésekkel, oltárdíszekkel, szobrokkal, síremlékekkel, és festett üvegablakokkal díszítették. A templom legszebb kápolnája a késő gótikus Capilla de Condestable (a 15. század végéről), amelyet Kasztília főkapitánya Pedro Fernández de Velasio sírja fölé emeltek. Az épületegyüttes kétszintes kerengőjét 1280 körül fejezték be szintén francia minták alapján. |                    |

| | San Lorenzo de El Escorial-i királyi kolostor |
| Spanyolország |                                               |
| Kulturális (I)(II)(VI) |                                               |
| Védett terület: 94,11 ha, hivatkozás: 318 |                                               |
| A Szent Lőrincnek ajánlott királyi kolostort 1561-ben kezdték építeni II. Fülöp király parancsára a franciák felett aratott győzelmek után. Az épületegyüttes Madridtól körülbelül 60 kilométerre található, ahol korábban az uralkodók nyári lakhelye volt. Az építkezést Juan Bautista del Toledo irányítása alatt kezdték el, majd halála után 1567-től Juan de Herrera vezetésével folytatták és 1584 körül fejezték be. A rideg külsejű, sárgás gránitból emelt épület alaprajza Szent Lőrinc rostélyának alakjára utal. Az épületegyüttes a királyi család magánszobáiból, szalonokból, a kolostortemplomól, a királyi mauzóleumból, a könyvtárból, tornyokból stb. áll, és 16 belső udvart foglal magába. II. Fülöp uraldokása óta az itteni mauzóleumban temetik el a királyi család tagjait. A könyvtárban körülbelül 40 000 kötetet őriznek, köztük számos értékes ritkaságot. A könyvtár falait és mennyezetét Pellegrino Tibaldi freskói díszítik. A 16. század végén az Escorial volt a kor legjelentősebb európai politikai központja, és sokáig nagy épületkomplexumok tervezésekor erről az épületről vettek mintát. |                                               |

| | Antoni Gaudí munkái |
| Spanyolország |                     |
| Kulturális (I)(II)(IV) |                     |
| Hivatkozás: 320 |                     |
| Antoni Gaudí a modernizmus egyik kiemelkedő építésze volt, elsősorban Barcelona számára készített lakó- és középületeket. Barcelona mellett kevés olyan város van, amelynek arculatát ennyire egy művész határozta volna meg. A városban és környékén található hét épülete kivételes kreatív készségről árulkodik, eklektikus, egyben egyedi stílust képviselnek. Jellegzetességeik az organikus formák és a díszítések sokasága. A világörökségi helyszínhez tartozik a Vicens ház, amelyhez a mudéjar stílusból kölcsönzött elemeket, a jelenleg is épülő világhírű Sagrada Falímia-templom, az 1905 és 1911 között épült többemeletes lakóház a Casa Milà, egy városi palota a Casa Batlló és az Eusebi Güell barcelonai iparmágnás megrendelésére készült Güell-palota, Güell park és a Güell-kolónia kriptája. A 19. század végén és a 20. század elején Gaudi alkotásai hozzájárultak az építészet és az építkezési technológiák fejlődéséhez. |                     |

| | Vatikán |
| Vatikán |         |
| Kulturális (I)(II)(IV)(VI) |         |
| Védett terület: 44 ha, hivatkozás: 286 |         |
| A Szent Péter-bazilikát, a Szent Péter teret és a Vatikáni Palotát magába foglaló Vatikánváros a keresztény világ egyik legszentebb helye és egyben a vallásos művészet egyik központja is. A Szentszék és Olaszország között 1929-ben aláírt lateráni egyezmény szerint a független Vatikán kevesebb mint 0,5 négyzetkilométer felett rendelkezik. Legfontosabb épülete, a Szent Péter-bazilika azon a helyen áll, ahol Péter apostolt a hagyomány szerint eltemették. A jelenleg látható épület már a második ugyanazon a helyen, az első templomot a 4. század első felében emelték. A mostani templom építése 1506-ban, II. Gyula pápa idejében kezdődött, 1667-ben fejeződött be és a kor leghíresebb művészei, Bramante, Michelangelo, Raffaello és Bernini dolgoztak rajta. A bazilika előtti kettős oszlopsorral határolt azonos nevű tér Bernini tervei szerint épült a 17. század közepén. A Vatikáni Palota hosszú építkezési folyamat eredménye, amely során a középkortól kezdve az egymást követő pápák igyekeztek felülmúlni elődeiket. Az épületegyüttes a pápa hivatalos rezidenciája, emellett itt találhatók a Vatikáni Múzeumok, amelyeknek legismertebb része a Sixtus-kápolna Michelangelo freskóival. |         |

| | Mana-Pools Nemzeti Park, Sapi és Chewore Szafari övezet |
| Zimbabwe |                                                         |
| Természeti (VII)(IX)(X) |                                                         |
| Védett terület: 676 000 ha, hivatkozás: 302 |                                                         |
| A Zambézi folyó korábbi, elmocsarasodott folyómedreit felölelő, a Zimbabwe, Zambia és Mozambik határán fekvő térséget 1963-ban nyilvánították nemzeti parkká. Egy évvel később hozzácsatolták Sapi és Chewore szafari területeit is, így összesen 7000 négyzetkilométer került védelem alá. A nemzeti park határa északon a Zambézi folyó, amelynek utolsó természetes, gyakorlatilag településmentes szakasza is itt található. A folyó egyes szakaszai eltérnek egymástól, mocsaras vidékek meredek partokkal, homokzátonyokkal, szigetekkel és vízmosásokkal váltakoznak. A Zambézi rendszeresen elönti a füves térségeket, a Mana Pools az eközben kialakuló 4 medencére utal. A nemzeti park számos állatnak nyújt menedéket, köztük elefántoknak, bivalyoknak, zebráknak, párducoknak és gepárdoknak. Jelentős a nílusi krokodilok és a vízilovak száma is és az eddig azonosított madárfajok száma eléri a négyszázat. A Chewore terület meredek lejtőin a szavanna és a trópusi őserdő közötti átmenet határozza meg a táj arculatát, kisebb vízfolyások, erdők, száraz bozótos és kisebb települések borítják. Számos más állat mellett itt él a fehér orrszarvú egyik legnagyobb populációja is. |                                                         |